# Toba Sōjō
Toba Sōjō (jap. 鳥羽僧正; ur. 1053, zm. 1140), znany też pod zakonnym imieniem Kakuyū (jap. 覚猷) – japoński mnich buddyjski szkoły tendai i malarz.

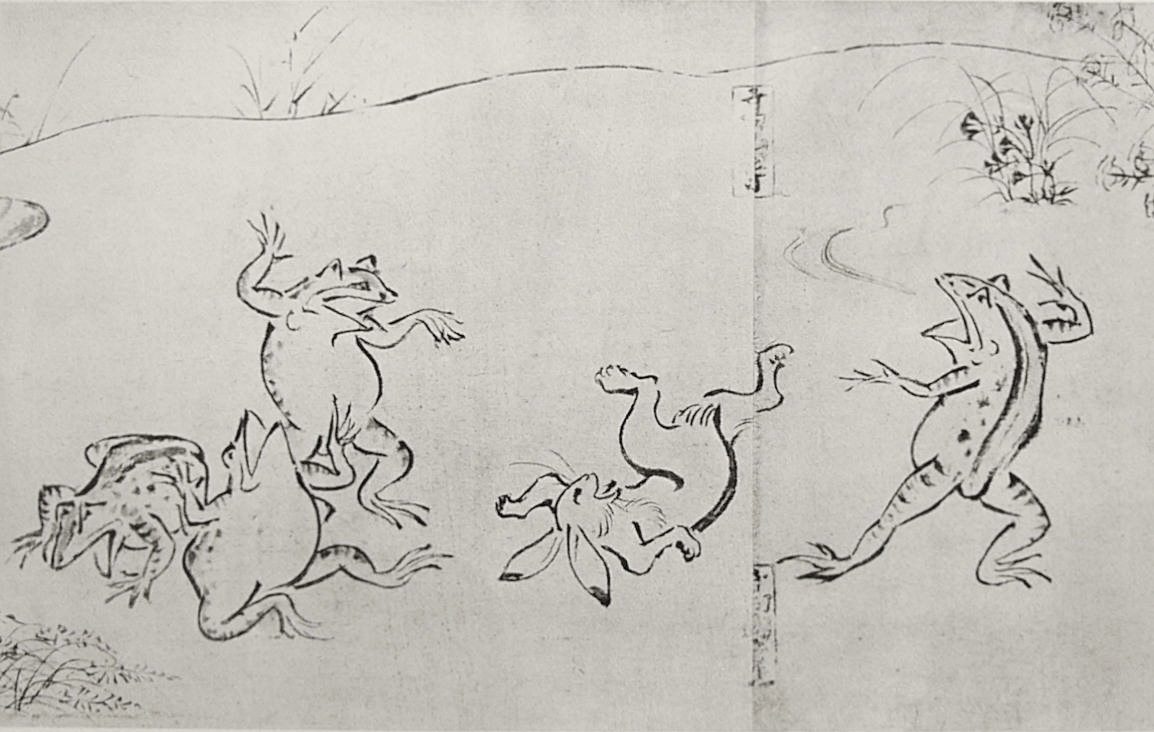
Fragment z przypisywanego Kakuyū zwoju Chōjū giga, przedstawiający zwierzęta urządzające zapasy sumo

Do klasztoru wstąpił we wczesnej młodości, sprawując później wiele ważnych funkcji w szkole Tendai, w 1124 roku uzyskując tytuł najwyższego kapłana (sōjō). Pełnił funkcję opata klasztorów Enryaku-ji i Hōrin-ji. Postać Toby Sōjō tradycyjnie wiązana jest ze zwojem Chōjū giga w świątyni Kōzan-ji w Kioto, przedstawiającym satyryczne rysunki postaci ludzkich skarykaturowanych jako zwierzęta, chociaż współcześnie krytycy dopatrują się w nim także ręki innych artystów. Autorstwo pozostałych przypisywanych mu prac, jak np. paneli w świątyni Ninna-ji w Kioto, jest dyskusyjne.